# Tubulicrinaceae
Tubulicrinaceae is een familie van schimmels, behorend tot de orde Polyporales. Het typegeslacht is Tubulicrinis.

## Geslachten
De meeste geslachten zijn heringedeeld bij andere families:
- Leifia -> Agaricomycetes
- Litschauerella -> Hydnodontaceae
- Tubulicium -> Hydnodontaceae